# Vladimir Shkolnik
Vladimir Sergeyevich Shkolnik, nascido em 17 de Fevereiro de 1949 em Serpukhov, Rússia, serviu como ministro da Indústria e Comércio, no governo do Cazaquistão, até ser substituído por Galym Orazbakov em 10 de Janeiro de 2007 em um abalo político. Em 2005, ele serviu como o ministro de Energia e Recursos Minerais.
Enquanto servia como o ministro de Energia, Shkolnick co-presidiu a reunião do Conselho de Negócios 2005 Indo-cazaque Joint em Astana com o ministro indiano de petróleo Mani Shankar Aiyar. The Times of India informou que o encontro ajudou significativamente para aquecer as relações da Índia com o Cazaquistão, depois o governo da Índia tentou, sem sucesso, obter o direito de desenvolver petróleo no campo de Kurmangazy.